# اسامه طنان
اسامه طنان (عربی: أسامة طنان؛ زادهٔ ۲۳ مارس ۱۹۹۴) بازیکن فوتبال اهل مراکش است.
از باشگاه‌هایی که در آن بازی کرده‌است می‌توان به باشگاه فوتبال هیرنفین، باشگاه فوتبال آژاکس آمستردام، و باشگاه فوتبال سن-اتین اشاره کرد.
وی همچنین در تیم‌های ملی فوتبال مراکش بازی کرده‌است.